# Vasile Grigorcea
Cavalerul Vasile de Grigorcea (n. 9 iunie 1883, Storojineț – d. 1949, înmormântat la Sinăuți) a fost un diplomat român. Principalele sale însărcinări au fost cele de ministru plenipotențiar (ambasador) al României în Ungaria, Polonia, Anglia și la Vatican.

## Origini și familie
Numele Gligorcea/Grigorcea apare pentru prima dată la sfârșitul secolului al XVI-lea în persoana Panului Gligorcea, întreținând între alte funcții cea de mare vornic al Țării de Sus (1595 —1599). Astfel de exemplu, la 5 august 1593 este menționat Grigorcea ca logofăt  martor la o danie a lui Aron Vodă, și pe 20 martie 1598 ca mare vornic martor unui schimb de saturi între Parasca, nepoata lui Luca Arbore și mitropolitul Gheorghe Moghilă precum la 30 martie 1599 ca martor la un uric de întărire a lui Ieremia Movilă pentru Mănăstirea Humor privind câteva sate. (I/132)      Dar nu se poate dobândii că acest Gligorcea ar fi un predecesor al familiei. La 27 iulie 1636 mai este amintit de un diac Gligorcea.
Primele documente sigure despre această familie apar în 1743, anume despre Ștefan și soția lui Paraschiva în legătură cu familiile Holban și Volcinschi, privind satul Stroeștii pe Prut.
Fiii mai sus numitului Ștefan, adică Ioan și Nicolai, au primit de la împăratul Francisc al II-lea titlul nobiliar austriac de „cavaler de Grigorcea” (Ritter von Grigorczea) prin diploma din anul 1788.
Vasile a fost fiul cavalerului Ioan (Iancu) de Grigorcea (1845-1888) și al Anei Giurgiuvan (d. 1934). A fost căsătorit cu Graziella Nanu (n. 1893/4 - d. 1951/52), fiica lui Nicolae Nanu și a Valeriei Micle (n. 10. noiembrie 1866 - d. d. 24 februarie 1929), cântăreață de opere, fiica rectorului universitar Stefan Micle și a soției lui Veronica, iubita lui Mihai Eminescu. Soții au avut o fiică, Anna Maria (1916-2010), căsătorită cu Girolamo Messeri, senator italian.

## Biografie
După absolvirea studiilor secundare la liceul german din Cernăuți (K.k. I. Staatsgymnasium Czernowitz) cu diplomă de bacalaureat în 1901, a studiat la Facultatea de Drept la Universitatea din Cernăuți, intrând după război în serviciul diplomatic.
La 1 ianuarie 1920, Vasile a fost numit prim consilier diplomatic sub ministrul plenipotențiar precum comisarul regal al României la Viena Constantin Isopescul-Grecul (1871–1938) În cursul reorganizării Ministerului Afacerilor Externe în 1922, Vasile a fost însărcinat cu conducerea direcției „Afaceri Politice și Juridice”.
Grigorcea, secretar general al Ministerului Afacerilor Străine al României (1 septembrie 1928-11 noiembrie 1936), a fost Consilier la Legația României la Varșovia până în 1928, apoi ministru plenipotențiar al României în Ungaria (1 septembrie al anului). Însărcinarea lui a fost scurtată la 30 septembrie 1936 ca urmare a înlocuirii unei părți a corpului diplomatic român după demisia ministrului de externe, Nicolae Titulescu. În ziua de 23 noiembrie 1928, Grigorcea, ca ambasador al României în Ungaria, a fost primit într-o audiență solemnă împreună cu consilierii diplomatici Căpiteanu și  Barcianu precum atașatul militar Corneliu Dragalina de către regentul Miklós Horthy.
Scurt timp mai târziu a fost numit ministru plenipotențiar al României la Londra sub Carol al II-lea (între 1936 și sfârșitul anului 1938).
La 15 noiembrie 1940 (prezentarea scrisorilor de acreditarea) a fost numit trimis extraordinar și plenipotențiar al României la Vatican. În această calitate, a negociat cu Vaticanul relațiile Bisericii Române Unite cu Roma, Greco-Catolice, ale cărei dieceze au fost divizate după ce nordul Transilvaniei a fost cedat Ungariei prin Dictatul de la Viena. Grigorcea a fost rechemat în țară în 1941, fiind înlocuit în funcție de generalul Dănilă Papp, o schimbare care a enervat Vaticanul.
În 1943, mareșalul Ion Antonescu, prim-ministrul României, a cerut regelui Mihai I al României să-l demită pe baronul Ioan Mocsony-Stârcea, mareșalul Curții Regale. Vasile Grigorcea a fost propus ca unul dintre posibilii candidați, dar a refuzat oferta.
Pe 30 octombrie 1943 (prezentarea scrisorilor de acreditarea), Vasile Grigorcea a fost renumit ca trimis extraordinar și plenipotențiar al României la Vatican (până la 31 decembrie 1945).,  El a discutat despre preocupările Papei Pius al XII-lea privind Declarația de la Moscova și pericolele prevăzute pentru viitorul Europei de Est.